# Frontiniella loxostegei
Frontiniella loxostegei är en tvåvingeart som beskrevs av Blanchard 1962. Frontiniella loxostegei ingår i släktet Frontiniella och familjen parasitflugor. Inga underarter finns listade i Catalogue of Life.